# Kneajeva Sloboda, Zinkiv
Kneajeva Sloboda (în ucraineană Княжева Слобода) este un sat în comuna Șîlivka din raionul Zinkiv, regiunea Poltava, Ucraina.

## Demografie
Componența lingvistică a localității Kneajeva Sloboda
     Ucraineană (100%)
Conform recensământului din 2001, toată populația localității Kneajeva Sloboda era vorbitoare de ucraineană (100%).